# Halls Creek Shire
Halls Creek är en kommun (Shire) i regionen Kimberley i Western Australia i Australien. Kommunen har en yta på 143 030 km², och en folkmängd på 3 560 enligt 2011 års folkräkning. Huvudort är Halls Creek. Dessutom finns en rad mindre samhällen befolkade av aboriginer runt om i kommunen. Förutom huvudorten kan nämnas två städer, Balgo och Warmun.